# تراو
تراو (انگلیسی: Truvo) شرکت تبلیغات بلژیکی است، که در سال ۲۰۰۰ تأسیس شد.